# Tempel (Indonesien)
Tempel ist ein Distrikt (Kecamatan) im Regierungsbezirk (Kabupaten) Sleman der Sonderregion Yogyakarta im Süden der Insel Java. Der Kecamatan liegt im Nordwesten des Kabupatens. Er zählte Ende 2021 54.517 auf 32,49 km² Fläche.

## Geographie
Der Distrikt Pakem hat folgende Kecamatan als Nachbarn:
| Richtung0000 | Name Kec. | Kabupaten | Provinz     |
| Norden       | Srumbung  | Magelang  | Zentraljava |
| Nordosten    | Turi      | Sleman    | DIY*        |
| Osten        | Sleman    | Sleman    | DIY         |
| Südosten     | Seyegan   | Sleman    | DIY         |
| Südwesten    | Ngluwar   | Magelang  | Zentraljava |
| Westen       | Salam     | Magelang  | Zentraljava |

* D.I.Yogyakarta

## Verwaltungsgliederung
Der Kecamatan Tempel (auch Kapanewon Tempel genannt) gliedert sich in acht ländliche Dörfer (Desa, auch Kalurahan genannt):
| PUM-Code 1    | Desa        | Fläche (km²) | Bevölkerung zur Volkszählung 2 | Bevölkerung zur Volkszählung 2 | Bevölkerung zur Volkszählung 2 | Bevölkerung zur Volkszählung 2 | Bevölkerung zur Volkszählung 2 | Bevölkerung zur Volkszählung 2 | Padu- kuhan 4 | RW/ RT 5 |
| PUM-Code 1    | Desa        | Fläche (km²) | 002000                         | 002010                         | Männer                         | Frauen                         | 2020                           | Dichte 3                       | Padu- kuhan 4 | RW/ RT 5 |
| ------------- | ----------- | ------------ | ------------------------------ | ------------------------------ | ------------------------------ | ------------------------------ | ------------------------------ | ------------------------------ | ------------- | -------- |
| 34.04.14.2001 | Banyurejo   | 4,82         | 6.682                          | 7.027                          | 3.697                          | 3.798                          | 7.495                          | 1.555,0                        | 14            | 29/71    |
| 34.04.14.2002 | Tambakrejo  | 3,26         | 4.038                          | 4.522                          | 2.494                          | 2.568                          | 5.062                          | 1.552,8                        | 11            | 22/52    |
| 34.04.14.2003 | Sumberrejo  | 2,92         | 3.739                          | 4.218                          | 2.271                          | 2.302                          | 4.573                          | 1.566,1                        | 10            | 22/45    |
| 34.04.14.2004 | Pondokrejo  | 3,27         | 5.047                          | 5.529                          | 3.114                          | 3.142                          | 6.256                          | 1.913,1                        | 9             | 20/47    |
| 34.04.14.2005 | Mororejo    | 3,37         | 4.285                          | 4.686                          | 2.519                          | 2.589                          | 5.108                          | 1.515,7                        | 13            | 26/53    |
| 34.04.14.2006 | Margorejo   | 5,39         | 8.568                          | 10.073                         | 5.424                          | 5.453                          | 10.877                         | 2.018,0                        | 14            | 30/81    |
| 34.04.14.2007 | Lumbungrejo | 3,33         | 6.407                          | 7.243                          | 3.810                          | 3.816                          | 7.626                          | 2.290,1                        | 10            | 30/56    |
| 34.04.14.2008 | Merdikorejo | 6,13         | 5.310                          | 6.014                          | 3.304                          | 3.327                          | 6.631                          | 1.081,7                        | 17            | 34/68    |
| 34.04.14      | Kec. Tempel | 32,49        | 44.076                         | 49.312                         | 26.633                         | 26.995                         | 53.628                         | 1.650,6                        | 98            | 213/473  |

* Alternative Schreibweise aller Dörfer (BPS): Banyu Rejo, Tambak Rejo, Sumber Rejo, Pondok Rejo, Moro Rejo, Margo Rejo, Lumbung Rejo und Merdiko Rejo.

## Demographie
Grobeinteilung der Bevölkerung nach Altersgruppen (zum Zensus 2020)
| Altersgruppen | 00Männer | 00Frauen | zusammen |
| ------------- | -------- | -------- | -------- |
| 0 – 14        | 5.790    | 5.573    | 11.363   |
| 15 – 64       | 18.273   | 18.609   | 36.882   |
| 65+           | 2.570    | 2.813    | 5.383    |
| gesamt        | 26.633   | 26.995   | 53.628   |
| anteilig (%)  |          |          |          |
| 0 – 14        | 21,74    | 20,64    | 21,19    |
| 15 – 64       | 68,61    | 68,93    | 68,77    |
| 65+           | 9,65     | 10,42    | 10,04    |

### Bevölkerungsentwicklung
In den Ergebnissen der sieben Volkszählungen seit 1961 ist folgende Entwicklung ersichtlich:
| Einheit/Jahr     | 1961         | 1971         | 1980         | 1990         | 2000         | 2010         | 2020         |
| ---------------- | ------------ | ------------ | ------------ | ------------ | ------------ | ------------ | ------------ |
| Kec. Tempel      | 33.991       | 38.523       | 40.076       | 41.320       | 44.076       | 49.312       | 53.628       |
| Anteil in %      | 6,58         | 6,55         | 5,92         | 5,30         | 4,89         | 4,51         | 4,76         |
| Kab. Sleman      | 516.653      | 588.313      | 677.323      | 780.334      | 901.377      | 1.093.110    | 1.125.804    |
| Sonderregion DIY | 00 2.231.062 | 00 2.487.177 | 00 2.750.025 | 00 2.912.611 | 00 3.120.478 | 00 3.457.491 | 00 3.66.8719 |